# Scream & Shout
Scream & Shout är en låt av den amerikanske Black Eyed Peas-medlemmen will.i.am och Britney Spears från albumet #willpower som släpptes den 20 november 2012. Låten är skriven av will.i.am själv, Jef Martens och Jean Baptiste och har genren danspop och dance.